# Copa del Mediterráneo (rugby league)
La Copa del Mediterráneo es una competición internacional de rugby league disputada por selecciones nacionales masculinas.

## Campeonatos
| Edición | Año  | Campeón | 2º puesto | 3º puesto | 4º puesto |
| ------- | ---- | ------- | --------- | --------- | --------- |
| I       | 1999 | Líbano  | Francia   | Italia    | Marruecos |
| II      | 2002 | Líbano  | Francia   |           |           |
| III     | 2003 | Líbano  | Francia   | Marruecos | Serbia    |
| IV      | 2004 | Líbano  | Francia   | Serbia    | Marruecos |
| V       | 2016 | Líbano  | Italia    |           |           |
| VI      | 2017 | Líbano  | Italia    |           |           |

## Títulos por equipos
| Equipo    | Campeón | Subcampeón | 3° puesto | 4° puesto |
| --------- | ------- | ---------- | --------- | --------- |
| Líbano    | 6       |            |           |           |
| Francia   |         | 4          |           |           |
| Italia    |         | 2          | 1         |           |
| Serbia    |         |            | 1         | 1         |
| Marruecos |         |            | 1         | 1         |